# Wilhelm Höttl
Wilhelm Höttl (parfois écrit Hoettl, né à Vienne le 19 mars 1915 - mort à Altaussee le 27 juin 1999) était un nazi autrichien, officier SS avec le rang de Sturmbannführer puis d'Obersturmbannführer à partir de 1944. Il exerçait au sein du RSHA des fonctions importantes de contre-espionnage. Après guerre, il travailla pour la CIA.

## Sous le nazisme
Docteur en histoire de l'université de Vienne en 1938 (à 23 ans), il devint membre du NSDAP (no 6 309 616) et de la SS (no 309510). De 1939 à la fin de la guerre, il fut employé pratiquement sans interruption par le RSHA, le service de renseignement du Reich, étant stationné d'abord à Vienne au sein du Bureau des affaires extérieures du RSHA, puis à Berlin, où il fut promu major. Il était alors l'un des agents-clé du Brigadeführer Walter Schellenberg.
En 1944, il fut nommé lieutenant-colonel (Obersturmbannführer), chef du renseignement et du contre-espionnage dans l'Europe centrale et du sud-est. Assigné à Budapest en mars 1944, il fut le second du représentant SS de Himmler en Hongrie, servant également comme conseiller politique de l'ambassadeur d'Hitler, Edmund Veesenmayer, et travaillant en collaboration avec Eichmann.

## Fin de guerre et après-guerre
Dès février 1945, Höttl est en contact avec l'Office of Strategic Services (OSS) américain, tentant de négocier une éventuelle paix séparée entre l'Autriche (qui pourtant n'a plus de souveraineté depuis 1938) et les États-Unis. En mars 1945, il rencontra Allen Dulles, le chef de l'OSS, en tant qu'intermédiaire pour Kaltenbrunner lors de ces négociations. Mais celles-ci s'achevèrent avec l'occupation de Vienne par l'URSS le 27 avril 1945. Il intoxiqua alors les Alliés sur le prétendu « réduit alpin ».
Le 6 mai 1945, il se trouvait à Altaussee avec de nombreux autres nazis, dont Adolf Eichmann, Franz Stangl et l'Obergruppenführer Ernst Kaltenbrunner. C'est là qu'il fut arrêté par le capitaine du Counter Intelligence Corps Robert E. Matteson, qui arrêta peu après Kaltenbrunner, tandis qu'Eichmann avait, à la demande de celui-ci, quitté le groupe.
Presque aussitôt après son arrestation, il fut employé par les Américains, travaillant pour le compte du Comité de guerre de contre-espionnage du SHAEF. Sceptiques quant à sa fiabilité, les Américains l'emprisonnèrent dans un camp d'internement où il était utilisé comme « interrogateur autonome », ce qui lui permit d'étendre ses connaissances sur les opérations de la SS et du SD.
Il fut ainsi témoin à charge lors du procès de Nuremberg, décrivant notamment, le 25 novembre 1945, une conversation tenue avec Eichmann en août 1944 dans son bureau à Budapest. Eichmann lui avait alors révélé que les nazis avaient exterminé six millions de juifs. Lui-même fut libéré pour des raisons inconnues. Il témoigna dans le même sens au procès d'Eichmann en Israël, en 1961, selon le témoignage de Joseph Kessel, qui suivit le procès.
En octobre 1947, il fut transféré à Salzbourg pour comparaître devant le tribunal populaire autrichien de Vienne, mais fut libéré par le chef du  Counter Intelligence Corps (CIC) local grâce à Iris Scheidler. L'ex-nazi mit alors en place une organisation de renseignement, persuadant le CIC, en automne 1948, de financer deux de ses réseaux, « Mount Vernon » et « Montgomery », qui avaient pour objectif respectif d'infiltrer la Hongrie et d'effectuer du renseignement dans la zone soviétique en Autriche. Le réseau Montgomery employait notamment, jusqu'en 1949, Károly Ney, qui avait constitué en octobre 1944 le SS-Regimentsgruppe Ney en Hongrie. Condamné à mort en 1946, Ney avait été libéré afin de former le Keleti Arcvonal Bajtársi Szövetség (hu) (KABSz, Alliance des anciens combattants du front de l'Est), avec le soutien probable du CIC, de Mgr Alois Hudal et de l'Espagne franquiste. L'ex-SS Erich Kernmayer travailla aussi pour ce réseau.
Sa fiabilité était cependant suspecte, puisqu'un rapport du CIC évoquait des soupçons importants à son sujet quant à son éventuel emploi comme agent double pour l'URSS. Il fut ainsi congédié en août 1949, le CIC lui payant à cette date 2 600 dollars par mois.
Il fut notamment en contact avec l'ex-SS Wilhelm Krichbaum (de), lui-même recruté par l'organisation Gehlen, mais qui se révéla en fait devenu une taupe pour le KGB. Le 25 mars 1953, lui-même fut arrêté par le CIC en raison de soupçons de double jeu, aux côtés du capitaine Kurt Ponger et du lieutenant Otto Verb. Soumis au détecteur de mensonges (test qui n'aurait pas été concluant), il fut libéré dès la fin avril 1953.
Il fonda par la suite une école à Bad Aussee, devenant entraîneur de sport et recevant des historiens pour des interviews sur les services d'espionnage nazis.